# Jerzy Albrycht
Jerzy Albrycht (ur. 12 lutego 1924 we Lwowie, zm. 2 czerwca 2021 w Poznaniu) – polski matematyk, profesor nauk matematycznych.

## Życiorys
Był synem Andrzeja Albrychta wykładowcy rzeźby w Szkoły Przemysłowej we Lwowie, autora rzeźby lotników amerykańskich na Cmentarzu Orląt Lwowskich. Przed wybuchem wojny ukończył 2 klasy w VIII Gimnazjum i Liceum we Lwowie. W czasie okupacji Lwowa pracował w Instytucie Badań nad Tyfusem Plamistym i Wirusami prof. Rudolfa Weigla jako strzykacz, tj. zakażał wszy riketsjami, wywołującymi tyfus plamisty i karmił zarażone wszy przez następnych kilka dni.
W Instytucie prof. Weigla, będąc pod opieką doktora Henryka Mosinga, poznał wybitnego profesora matematyki Władysława Orlicza i zaczął uczęszczać na jego tajne wykłady.
Po ewakuacji prof. Weigla do Krościenka na przełomie lutego i marca 1944 Instytut zakończył swoje działanie we Lwowie. Profesor Orlicz wyjechał do Warszawy i ściągnął tam Jerzego Albrychta. Przeżył tam szczęśliwie powstanie warszawskie. Po wyzwoleniu Poznania wraz z prof. Orliczem wyjechał do tego miasta, gdzie sprowadził również ze Lwowa swoją matkę. Na Uniwersytecie Adama Mickiewicza w Poznaniu ukończył studia z zakresu matematyki i fizyki, po czym został asystentem prof. Orlicza. Kolejnymi etapami naukowej drogi Albrychta były: doktorat w Instytucie Matematycznym PAN w 1959 r. (Teoria przestrzeni Marcinkiewicza-Orlicza i pewne jej zastosowanie), docentura na UAM, tytuł profesora na Politechnice Poznańskiej (1981), wykładowca Akademii Ekonomicznej w Poznaniu.
Spośród jego wychowanków jest 21 doktorów i 5 profesorów. Był członkiem PTM (w latach 1985–1987 prezes oddziału poznańskiego) oraz Towarzystwa Miłośników Lwowa i Kresów Południowo-Wschodnich.
Był jednym z animatorów życia żydowskiego w Poznaniu. Katolik, który nigdy nie krył fascynacji kulturą żydowską. Zbierał judaika, miał kolekcję menor. Czytał Stary Testament po hebrajsku, uczył się też języka aramejskiego. W 2017 odznaczony Krzyżem Oficerskim Orderu Odrodzenia Polski. Autor szeregu publikacji.
Zmarł 2 czerwca 2021, w wieku 97 lat. Jest pochowany na Cmentarzu Junikowskim w Poznaniu.